# Gongora unicolor
Gongora unicolor là một loài lan.

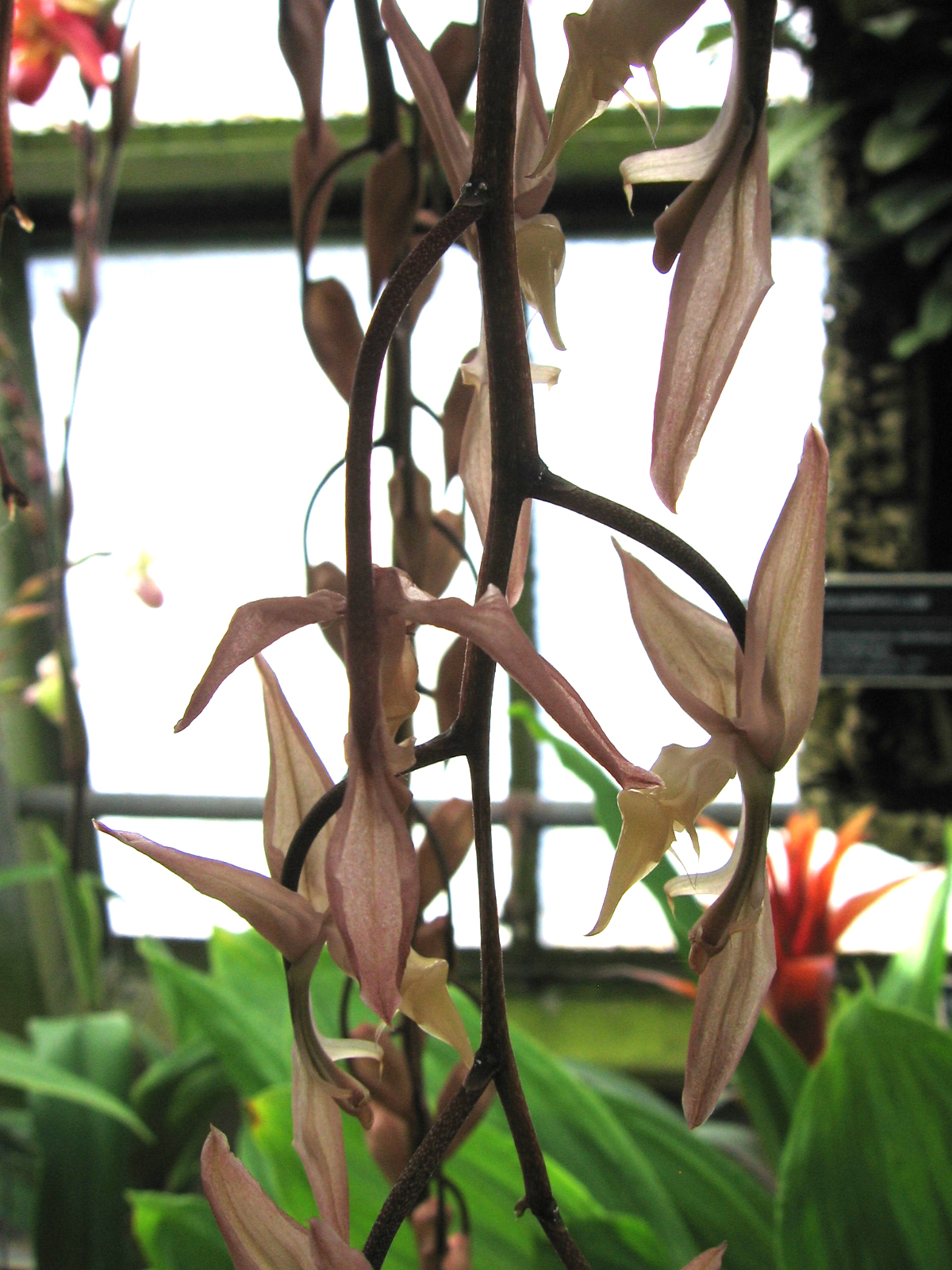
Flowers
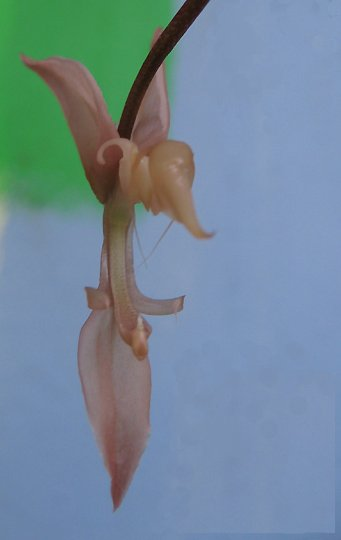
Flower

- Tư liệu liên quan tới Gongora unicolor tại Wikimedia Commons